# گیریجا شتار
گیریجا شتار (انگلیسی: Girija Shettar؛ زادهٔ ۲۰ ژوئیهٔ ۱۹۶۹)  بازیگر بریتانیایی است، که به خاطر کارهایش در فیلم‌های جنوب هند شناخته شده‌است. در سال ۱۹۸۹، در فیلم گیتانجلی، فیلمی به زبان تلوگو و به کارگردانی مانی راتنام و فیلم خوش باش، فیلمی به زبان مالایالم و به کارگردانی پریادارشان، که در کنار موهن لال نقش آفرینی کرد، درخشید. 

## فیلم‌شناسی
| سال  | نام فیلم                      | نقش                                | زبان     | نکات                                                                   | مرجع. |
| ---- | ----------------------------- | ---------------------------------- | -------- | ---------------------------------------------------------------------- | ----- |
| ۱۹۸۹ | گیتانجلی                      | گیتانجلی                           | تلوگو    | اولین فیلم تلوگو کاندیدای - جایزه فیلم فیر برای بهترین بازیگر زن-تلوگو | [ ۳ ] |
| ۱۹۸۹ | خوش باش                       | گادا فرناندز                       | مالایالم | اولین فیلم مالایالم                                                    | [ ۴ ] |
| ۱۹۸۹ | دانوشکودی                     | گیریجا                             | مالایالم | اکران نشد                                                              | [ ۵ ] |
| ۱۹۹۲ | کسی که برنده می‌شود پادشاه است | هنرپیشه اصلی در آواز جاوا هو یارون | هندی     | حضور ویژه در آواز «سلام بچه‌ها عزیزان من»                               | [ ۷ ] |
| ۲۰۰۳ | به من قسم بخور                | خودش                               | هندی     | نقش فرعی                                                               | [ ۸ ] |